# جامعة كلية نوفا سكوتيا للفنون والتصميم
جامعة كلية نوفا سكوتيا للفنون والتصميم هي جامعة عامة في كندا، تأسست عام 1887. تقع في مدينة هاليفاكس.

## إحصائيات
يبلغ عدد طلاب الجامعة 971 طالب، منهم 29 طالب دراسات عليا.

## وصلات خارجية
- الموقع الرسمي